# Rogas pictipennis
Rogas pictipennis är en stekelart som först beskrevs av Charles Thomas Brues 1924.  Rogas pictipennis ingår i släktet Rogas och familjen bracksteklar. Utöver nominatformen finns också underarten R. p. claripennis.